# 시모다테역
시모다테역(일본어: 下館駅)은 일본 이바라키현 지쿠세이시에 위치한 동일본 여객철도 · 모카 철도 · 간토 철도의 철도역이다. JR 동일본 미토선의 소속역이며, 이 역을 기점으로 하는 모카 철도의 모카선과 간토 철도의 조소선 등 3개의 노선을 운영하고 있다. 섬식 승강장 2면 4선과 단선 승강장 1면 1선 그리고 1개의 플랫폼을 합친 3면 6선 구조의 복합 승강장을 갖춘 지상역이다.

## 타는 곳
| 1     | 모카 철도 | ■ 모카선 |      | 모카 · 마시코 · 모테기 방면                  |
| 2     | JR 동일본 | ■ 미토선 | 하행 | 가사마 · 도모베 · 미토 방면                  |
| 2     | JR 동일본 | ■ 미토선 | 상행 | 유키 · 오야마 방면 (1일 2대)                 |
| 3 · 4 | JR 동일본 | ■ 미토선 | 상행 | 유키 · 오야마 방면                           |
| 5 · 6 | 간토 철도 | ■ 조소선 |      | 시모쓰마 · 미쓰카이도 · 모리야 · 도리데 방면 |

## 이용 현황
| 연도     | JR 동일본 | 간토 철도 | 모카 철도 |
| 1998년도 | 4,885     | 687       |           |
| 1999년도 | 4,748     | 655       |           |
| 2000년도 | 4,530     | 631       |           |
| 2001년도 | 4,450     | 588       |           |
| 2002년도 | 4,261     | 517       |           |
| 2003년도 | 4,129     | 476       |           |
| 2004년도 | 4,027     | 500       |           |
| 2005년도 | 3,928     | 539       |           |
| 2006년도 | 3,737     | 596       |           |
| 2007년도 | 3,727     | 645       | 372       |
| 2008년도 | 3,686     | 681       | 375       |
| 2009년도 | 3,548     | 602       | 306       |
| 2010년도 | 3,450     | 443       | 375       |
| 2011년도 | 3,332     | 543       | 341       |
| 2012년도 | 3,393     | 602       | 337       |
| 2013년도 | 3,386     | 590       | 330       |
| 2014년도 | 3,281     | 580       | 284       |
| 2015년도 | 3,327     |           |           |
| -------- | --------- | --------- | --------- |

## 역 주변
- 지쿠세이시청
- 시모다테 간이 재판소
- 시모다테 미술관

## 인접 역
| ■ 미토선             | ■ 미토선 | ■ 미토선                     |
| -------------------- | -------- | ---------------------------- |
| 다마도 오야마 방면   | ■ 미토선 | 니하리 도모베 · 미토 방면    |
| ■ 모카 철도 모카선   |          |                              |
| 시·종착역            | ■ 모카선 | 시모다테니코마에 모테기 방면 |
| ■ 간토 철도 조소선   |          |                              |
| 시모쓰마 도리데 방면 | ■ 쾌속   | 시·종착역                    |
| 오타고 도리데 방면   | ■ 보통   | 시·종착역                    |